# هاینروده
هاینروده (به آلمانی: Haynrode) یک شهر در آلمان است که در آیشسفلد واقع شده‌است. هاینروده ۷۲۵ نفر جمعیت دارد.